# شب‌گرد: طلوع تاریکی
شب‌گرد: طلوع تاریکی (عنوان انگلیسی: The Dark Phantom Dawn Of Darkness) یک بازی کامپیوتری ساخت استودیوی بازی سازی ایرانی "پردیس گیم" در ژانر تیراندازی سوم شخص است که با نسخهٔ رایگان موتور بازی سازی Unreal Engine 3 ملقب به "Unreal Development Kit" ساخته شده است. این بازی اولین بازی نئو نوآر ایرانی و اولین بازی ایرانی است که قبل از عرضهٔ عمومی چند نسخهٔ ویژه از بازی پیش فروش شده است. این بازی در تیرماه سال ۱۳۹۳ عرضه شد.

## فعال‌سازی
هم‌اکنون فعال سازی فقط توسط نسخه جدید فعال ساز برای نسخه دیسک بازی از سایت www.shabgardgame.ir انجام می‌گردد.